# Un salvataggio pericoloso
Un salvataggio pericoloso (Come Clean, nell'originale inglese) è un cortometraggio del 1931 con Stanlio e Ollio.
Nel 1942 ne è stato prodotto un remake, Brooklyn Orchid.

## Trama
Stanlio, Ollio e le rispettive mogli si trovano insieme a cena. Stanlio ha voglia di un gelato, ma in casa non ce n'è, quindi esce insieme ad Ollio, a comprarne un po'. Sulla via del ritorno si imbattono in una donna che sta tentando il suicidio buttandosi giù da un ponte. I due fanno in tempo a salvarla, ma la donna, ripresasi, non ne è affatto contenta. Visto che l'hanno salvata, ora devono prendersi cura di lei. Così dopo vane resistenze rientrano a casa, ma non hanno il coraggio di dire la verità alle mogli. Nascondono la donna in camera di Ollio, tentando con scarso successo di far finta di nulla. Nel frattempo il portiere del palazzo riconosce nella donna una ricercata dalla polizia. Stanlio e Ollio tentano di nascondere ancora la situazione alle mogli, ma la situazione ben presto degenera: Ollio cerca di mandare via la donna a forza di strattoni e divincolamenti, ma lei si chiude in bagno insieme a Stanlio. Il commissario arriva, sfonda la porta e la donna viene arrestata.

## Curiosità
- Oltre al doppiaggio di Carlo Croccolo e Franco Latini, già precedentemente il cortometraggio era stato doppiato da Alberto Sordi e Mauro Zambuto anche se solo alcuni pezzi e con dialoghi differenti, introdotti in un paio di film di montaggio. Il doppiaggio parziale in italiano include la scena dell'ascensore, del gelataio e del tentato suicidio della donna(Mae Busch), ed è stato alterato nei dialoghi e inserito nel montaggio Noi e io piccolo Slim (1947), includente la comica Un'idea geniale (1932).

- La scena dal gelataio in cui Stanlio si ostina a chiedere un gelato al cioccolato, e poi al pistacchio, sebbene gli venga ripetuto più volte che entrambi i gusti non sono disponibili, è stata ripresa da Terence Hill e Bud Spencer in Pari e dispari, dove il primo insiste a chiedere al secondo, in veste di gelataio, un gelato al pistacchio.

## Citazioni
- Abbasso le donne, montaggio del 1947 includente anche parti di Tutto in ordine e Noi e il piccolo Slim. La versione portava il doppiaggio di Mauro Zambuto e Alberto Sordi.
- Gli allegri legionari, montaggio del 1967 includente anche Il regalo di nozze, I due legionari e La scala musicale. Il doppiaggio è di Franco Latini e Carlo Croccolo.